# サンデー!朝CoCoた・ま・ご
『サンデー!朝CoCoた・ま・ご』（サンデー あさココたまご）は、2006年4月9日から2009年3月まで朝日放送ラジオ（ABCラジオ）で放送されていた情報番組である。

## 放送時間
いずれも日本標準時。
- 日曜 6:00 - 6:40 （2006年4月 - 2007年3月）
- 日曜 6:00 - 6:25 （2007年4月 - 2009年9月）

## 出演者
- キダ・タロー
- 森靖子
- 安部憲幸 - 途中降板。

## コーナー
お買物たまご
森がキダにお薦めの商品を3品紹介し、それらを実際にキダに試してもらっていたコーナー。
サンデー朝CoCo図書館
キダ・タローが当時話題の書籍を紹介し、それについて語っていたコーナー。
| スタブアイコン | サブスタブ | この項目は、まだ閲覧者の調べものの参照としては役立たない、ラジオ番組に関連した書きかけの項目です。この項目を加筆・訂正などしてくださる協力者を求めています（P:ラジオ/PJ:放送番組）。 |